# Stazione di Chitose-Karasuyama
La stazione di Chitose-Karasuyama (千歳烏山駅?, Chitose-Karasuyama-eki) è una stazione ferroviaria di Tokyo che si trova nel distretto di Setagaya, passante per la linea Keiō della Keiō Corporation.

## Linee
Keiō Corporation
● Linea Keiō

## Struttura
La stazione dispone di due marciapiedi laterali con due binari adibiti al servizio viaggiatori.
| 1 | ● Linea Keiō | per Chōfu, Hashimoto, Keiō-Hachiōji e Takaosanguchi                             |
| 2 | ● Linea Keiō | per Meidaimae, Sasazuka, Shinjuku e linea Shinjuku della metropolitana di Tokyo |

## Stazioni adiacenti
| «                             | Servizio              | »             |
| Linea Keiō                    | Linea Keiō            | Linea Keiō    |
| ----------------------------- | --------------------- | ------------- |
| Roka-kōen                     | Locale                | Sengawa       |
| Hachiman-yama                 | Rapido                | Sengawa       |
| Sakurajōsui                   | Espresso sezionale    | Sengawa       |
| Sakurajōsui                   | Espresso              | Tsutsujigaoka |
| Sasazuka                      | Semiespresso speciale | Chōfu         |
| Espresso speciale non fermano |                       |               |